# Kootenays
La regione del Kootenay (AFI: /ˈkuːtni/, nella parlata comune "Kootenays") comprende la porzione sudorientale della Columbia Britannica. Prende il nome dal fiume Kootenay, che a sua volta fu chiamato con il nome della popolazione nativa Ktunaxa (o Kootenai o Kutenai), una delle Prime Nazioni canadesi, incontrata per la prima volta dall'esploratore David Thompson.

## Confini
I confini dei Kootenays sono più o meno definiti dal locale distretto catastale, anche se possono variare a seconda di quali aree ne facciano o no parte. La definizione più ristretta della regione è il bacino idrografico del basso Kootenay dal suo rientro in Canada vicino a Creston, attraverso la sua confluenza con il Columbia a Castlegar (illustrata da a, destra).  Nella maggior parte delle interpretazioni, tuttavia, la regione include:
- un'area a est che abbraccia l'alto bacino idrografico del fiume Kootenay dalla sua sorgente nelle Montagne Rocciose al suo passaggio negli Stati Uniti a Newgate. A questa si aggiunge una regione che si estende dai Monti Purcell al confine con l'Alberta, e include città della Trincea delle Montagne Rocciose come Cranbrook e Kimberley e la Valle dell'Elk delle Montagne Rocciose Canadesi, incentrandosi su Fernie. Questa regione comprende anche parte del bacino idrografico del fiume Flathead (illustrata da b).
- un'area a sudovest che abbraccia il bacino idrografico del Columbia dalla confluenza con il Kootenay a sud della frontiera con gli Stati Uniti più il bacino del Salmo. A questo si aggiungono le comunità di Rossland, Castlegar, Fruitvale e Salmo (illustrata da c).

Anche alcune o tutte le seguenti aree a nord, che sfociano nel fiume Columbia, sono comunemente incluse nei Kootenays:
- L'area dei Laghi Arrow, cui si aggiunge Nakusp (illustrata da d).
- L'Alta Valle del Columbia, che corre parallela alla prima sezione del fiume Kootenay, incluse le comunità di Invermere e Radium Hot Springs (illustrata da e).
- Il drenaggio del Columbia tra il Kicking Horse Pass e il Rogers Pass nella e intorno alla cittadina di Golden (illustrata da f).
- Il drenaggio del Columbia tra il Rogers Pass e l'Eagle Pass, nella e intorno alla cittadina di Revelstoke (illustrata da g).

Quando si aggiungono le suddette regioni, talvolta il nome della regione si muta in Columbia-Kootenay o Kootenay-Columbia, sebbene quella terminologia includa anche il Big Bend Country e il Lago di Kinbasket, a nord di Golden e Revelstoke, che non è generalmente considerato parte dei Kootenays, pur essendo parte del Distretto catastale di Kootenay.
Infine, il Boundary Country, un corridoio meridionale est-ovest tra l'Okanagan e il Bonanza Pass e drenato dai bacini dei fiumi Kettle e Granby, è a volte collocato nel Kootenay occidentale, e in altre determinazioni della posizione nell'Okanagan. In realtà, l'insediamento del Boundary Country precede lo sviluppo di ciascuna delle due regioni a cui è ora annesso, come accade con il Similkameen Country a ovest dell'Okanagan. In alcune descrizioni, il Boundary Country include Osoyoos e Oliver nell'Okanagan meridionale (piuttosto che il contrario) (illustrata da h). Nel caso di inclusione del Boundary Country, i Kootenays potrebbero essere descritti come l'intera porzione canadese del bacino del Columbia meno le terre che ricevono le acque del fiume Okanagan.

## Denominazione e suddivisioni
Subordinatamente ai suddetti confini, i Kootenays sono comunemente divisi o in Est e Ovest, o in Est, Centrali e Ovest. Tra gli abitanti dell'area la convenzione "Est/Ovest" si usa più comunemente per descrivere di dove è una persona o dove è ubicata una città (piuttosto che dividere la regione nelle sottoregioni "Est/Centrale/Ovest"). Tenuto conto di questo:
- L'usuale separatore Est-Ovest sono i Monti Purcell, una catena che corre in senso nord/sud attraverso la regione.
- Gli usuali separatori Est-Centrale-Ovest sono i Monti Purcell che dividono Est da Centrale e i Monti Selkirk che dividono Centrale da Ovest.

I termini Kootenay e Kootenays sono usati praticamente in modo intercambiabile per descrivere la zona, sebbene la forma plurale indichi propriamente la regione geografica (Est e Ovest insieme), mentre la forma singolare indica un confine giuridico, il Distretto catastale di Kootenay.

## Economia
Originariamente colonizzata da minatori e operai delle fonderie, l'area sperimentò una corsa all'argento negli anni 1890. Il distretto ora contiene un'importante sezione per la coltivazione della frutta (Valle del Creston) e numerosi centri commerciali, inclusi Grand Forks, Robson,
Ymir, Warfield, Montrose, Fruitvale, Salmo, Trail, Nelson, Slocan, Playmor, Winlaw, Cranbrook, Kimberley, Fernie, Castlegar, Rossland, Erickson e Creston.
Numerose stazioni radio comunitarie si sono sviluppate nella regione, soprattutto CJLY-FM a Nelson e CIDO-FM a Creston. Queste stazioni di solito operano come cooperative o come organizzazioni no profit.